# Modern dzsessz
A dzsesszzenében az 1940-es évekből eredeztethető, a szvingkorszak után következő stílusváltást modern dzsessz irányzatnak szokás nevezni; egy bevett korszakolás szerint.
Főbb irányzatai: a bebop, a cool, a hard bop, és a free jazz, valamint experimentális és egyéb avantgard irányzatok, egyesek szerint a jazz-rock is.